# José Viñals Correas
José Sebastián Viñals Correas, conegut com a José Viñals (Corralito, Argentina, 23 de juliol de 1930 - Màlaga, Espanya, 27 de novembre de 2009), fou un escriptor argentí amb pare català i mare extremenya, que va conrear diversos gèneres: poesia, assaig, conte, novel·la i teatre.
Fou fill d'emigrants espanyols: el seu pare, José Viñals, fou natural de Barcelona, mentre que la seva mare, Laureana Correas, era nascuda a Losar de la Vera (Càceres). Sent jove va formar parella amb l'artista del tapís Martha Beatriz Guzmán, amb la qual va contreure matrimoni i a la qual va dedicar gran part de la seva obra poètica.
La seva carrera va començar en la dècada del 1950, traslladant-se a Buenos Aires i destacant al món de la fotografia, el cinema i l'art. La seva primera obra poètica va ser Entrevista con el pájaro (1969), la que li va atorgar notorietat entre la pos-avantguarda lírica de Llatinoamèrica.
Va residir a Bogotà durant dos anys (1970-1972), etapa durant la qual va escriure diversos poemaris (Jaula para Juan i 72 Lecciones de Ignorancia), per tornar de nou a Argentina. Es va establir a Espanya a partir de 1979, residint a diverses ciutats com Madrid, Jaén, Torredonjimeno i Màlaga, localitat on va morir finalment en 2009.

## Obres
Poesia
- Entrevista con el pájaro. Losada. Buenos Aires, 1969, OCLC 1894133
- Coartada para Dios. Losada. Buenos Aires, 1971, OCLC 2182497
- Poesía reunida. Ajuntament de Jaén, 1995, ISBN 978-84-88183-26-2
- Animales, amores, parajes y blasfemias. 7 i Mig Edicions. València, 1998, ISBN 978-84-95043-03-0
- Milagro a milagro. Hiperión. Madrid, 1999, ISBN 978-84-7517-629-1
- Animales, amores, parajes y blasfemias seguido de El cielo. Editorial Germania. València, 2000, ISBN 978-84-89847-29-3
- Fondo de ojo. Edicions El Reloj, 2000, ISBN 978-84-931552-0-9
- Arte y oficio. Colección Aula Poética Casa del Inca. Montilla, 2000, ISBN 978-84-89619-62-3
- Prueba de artista. Libros del Oeste, 2000, ISBN 978-84-88956-43-9
- Transmutaciones. Visor Libros. Madrid, 2001, ISBN 978-84-7522-443-5
- El amor. La Poesía, señor hidalgo. Barcelona, 2002, ISBN 978-84-7517-716-8
- Elogio de la miniatura. La Poesía, señor hidalgo. Barcelona, 2002, ISBN 978-84-95976-10-9
- El túnel de las metáforas. Editorial Germania. València, 2003, ISBN 978-84-96147-01-0
- Señor ruiseñor. Editorial Germania. València, 2003, ISBN 978-84-96147-00-3
- He amado. La Poesía, señor hidalgo. Barcelona, 2006, ISBN 978-84-95976-34-5
- El silencio y las grietas. Ediciones Idea. Santa Cruz de Tenerife, 2006, ISBN 978-84-96640-01-6]
- Caballo en el umbral. Antología poética (1958-2006) [edició e introducció de Benito del Pliego i Andrés Fisher]. Mérida: Editora Regional de Extremadura, 2010
- Pan. Editorial Pre-Textos. València, 2010, ISBN 978-84-8191-999-8 .
- Alcoholes y otras substancias. Editorial Amargord. Madrid, 2012, ISBN 978-84-15398-30-1

Novel·la
- Nicolasa verde o nada. Juárez Editor. Buenos Aires, 1969, OCLC 5055189
- Padreoscuro. Literatura i Ciència. Barcelona, 1998, ISBN 978-84-89354-62-3

Relat
- Miel de avispa. Universitat de Belgrano. Buenos Aires, 1982, OCLC 8595454
- Ojo alegre y viejísimo. Diputació de Jaén, 1991, ISBN 978-84-86843-41-0
- Miel de avispa. Reedició: Editorial Germania. València, 2000, ISBN 978-84-89847-28-6